# Tatort: Kollaps
Kollaps ist ein Fernsehfilm aus der Fernseh-Kriminalreihe Tatort der ARD, des ORF und des SRF, der am 18. Oktober 2015 erstmals gesendet wurde. Es ist die 958. Folge der Tatort-Reihe und der siebte Fall der Ermittler Faber, Bönisch, Dalay und Kossik, verkörpert von Jörg Hartmann, Anna Schudt, Aylin Tezel und Stefan Konarske.

## Handlung
Die sechsjährige Emma findet im Sand eines Kinderspielplatzes in der Dortmunder Nordstadt eine Tüte mit Kokainpillen, die sie anscheinend für Bonbons hält, und liegt kurz darauf leblos im Sand. Der schnell eintreffende Sanitäter Oliver Lahnstein und sein Kollege Pöhler können das Leben des Kindes nicht mehr retten und zeigen sich der Situation nicht gewachsen, da sie nur im Krankentransport tätig sind. Oliver Lahnstein macht sich deshalb schwere Vorwürfe, da er Emma kannte. Ihr Vater Roland Siebert ist ein Freund seines Vaters Dieter Lahnstein. Kurz bevor das kleine Mädchen starb, hatte Emmas Mutter Claudia eine junge, dunkelhäutige Frau aus dem Sandkasten verjagt, die dort nach den Pillen suchte.
Die Kommissare Faber, Bönisch, Dalay und Kossik übernehmen die Aufklärung des Falls. Die Gerichtsmedizinerin Greta Leitner stellt fest, dass Emmas Tod auf einen Kreislaufkollaps mit Herzversagen zurückgeht. Bönisch befragt daraufhin Emmas Mutter nach Drogenkonsum, da der Park am Spielplatz für Drogenverkauf bekannt ist. Faber sucht und findet im Sandkasten weitere Drogen, die darauf hindeuten, dass sie dort versteckt wurden. Die beiden Hauptkommissare suchen den ihnen bereits seit ihrem zweiten Fall bekannten Drogenboss Tarim Abakay auf. Abakay dementiert, dass die Drogen von ihm kämen und weist darauf hin, dass es am Tag zuvor im Park eine Razzia gegeben habe und viele Dealer ihre Ware lieber wegwerfen würden, als damit erwischt zu werden. Auf einer Videoaufnahme der Razzia können die 18-jährige Senegalesin Niara Gomis und ihr älterer Bruder Jamal identifiziert werden, wie sie über den Spielplatz flüchten. Auch Emmas Mutter erkennt Niara und Jamal wieder. Emmas Familie und deren Freunde machen das Versagen der Polizei und Stadt angesichts des hohen Migrantenanteils der Dortmunder Nordstadt für den Tod ihrer Tochter verantwortlich. Dieter Lahnstein ist der Meinung, dass ein gesellschaftlicher Tsunami auf die Bevölkerung zurolle, den keiner aufhalten könne.
Ohne Rücksprache mit seinem Team wendet sich Faber an Abakay, um die beiden Afrikaner schnell zu finden. Tags darauf wird Niara Gomis von Roland Siebert erschlagen in einem verlassenen Fabrikgebäude aufgefunden. Angeblich wurde er telefonisch vom Aufenthaltsort der beiden Drogendealer informiert. Mit ihm zusammen gerät auch sein Freund Dieter in den Fokus der Ermittlungen, da er mit seinem Sohn Oliver ebenfalls am Tatort erschienen ist. Bei ihm wird auch ein Totschläger sichergestellt. Das Opfer Niara weist Brandwunden eines Tasers auf und wurde mit einem Totschläger ermordet. Faber und Bönisch schließen daraus, dass es nur einen einzelnen Täter gibt und Roland Siebert sowie dessen Freunde vermutlich den Mord nicht begangen haben. Faber sucht wutentbrannt Abakay auf, weil er glaubt, dass dieser den Mord an der jungen Frau zu verantworten hat. Im Kampf um die besten Drogenumschlagplätze in der Stadt wollte der Drogenboss möglicherweise ein Zeichen gegen die anderen Drogenbanden setzen, da die beiden Senegalesen nicht zu seinen Dealern gehörten. Faber warnt Abakay erneut eindringlich, auch Jamal etwas anzutun.
Niara und ihr Bruder Jamal hatten nach dem Verlassen des Senegals eine vierjährige Odyssee hinter sich, bevor beide in Dortmund ankamen. Die Gerichtsmedizinerin stellt bei der Obduktion fest, dass Niara zahlreiche Verletzungen aufweist und sie zudem in ihrem Leben mehrfach vergewaltigt worden war. Auch der Täter, der Niara das Leben nahm, schlug weiter auf die bereits tote Frau ein. Faber ist daher der Ansicht, dass er emotional handelte, was nicht zu Abakay als Auftraggeber passen würde. Kossik hingegen erhebt schwere Vorwürfe gegen Faber und erklärt, er sei schuld, weil er entsprechende Informationen an Abakay weitergegeben habe. Er droht seinem Vorgesetzten sogar mit einer Dienstaufsichtsbeschwerde. Nur wenig später übergibt Abakay Faber persönlich den jungen Senegalesen. Faber nimmt Jamal mit zu Bönisch, die aus persönlichen Gründen in einem Hotel wohnt. Dort erzählt Jamal, seine Schwester habe die Drogen aus dem Sandkasten wiederbeschaffen wollen, sei jedoch von einer Frau verscheucht worden. Als unweit des Spielplatzes ein weiterer dunkelhäutiger Drogendealer erschlagen wird, fühlt sich Faber in seiner Vermutung bestätigt, dass der Mord an Niara etwas Persönliches gewesen sei, im Gegensatz zu diesem neuen Mord. Die Kommissare sind sich einig, dass da wohl jemand „aufräumen“ wolle. Faber erklärt Jamal daraufhin, dass er dessen Hilfe als Köder brauche, da der Täter nicht aufhören werde, bis Jamal tot sei. Faber lässt sodann die Nachricht verbreiten, dass Jamal wieder auf freiem Fuß sei. Faber, Bönisch und Dalay beschatten den Senegalesen.
Per Zufall kommt Kossik dahinter, dass Oliver Lahnstein etwas mit den Morden zu tun haben muss. Als er die Nachricht an seine Kollegen weitergibt, ist es fast schon zu spät, da die Ermittler Jamal aus den Augen verloren haben, als ein Rettungsfahrzeug die Sicht blockierte. Jamal rennt davon, wird jedoch von Oliver Lahnstein verfolgt und niedergeschlagen, eben als Dalay, Faber und Bönisch hinzukommen. Der Sanitäter sieht sich selbst als Versager und fühlt sich durch zahlreiche Vorwürfe seines Umfelds unter Druck gesetzt. Für sein eigenes Versagen macht er allerdings die senegalesischen Drogendealer verantwortlich. Obwohl Faber und Dalay ihre Waffen auf ihn richten, holt Lahnstein erneut mit dem Totschläger aus, sodass Dalay nur durch einen finalen Rettungsschuss einen weiteren Mord verhindern kann. So rettet sie Jamal das Leben, wie ihr Vorgesetzter Faber später einem Kollegen von der Dienstaufsicht gegenüber bekundet. Dieser teilt Faber auch mit, dass eine Dienstaufsichtsbeschwerde gegen ihn vorliege, und er seine Waffe und seinen Dienstausweis abgeben müsse.
Nur wenig später ist Jamal, der Fabers Ratschlag gefolgt ist und einen Integrationskurs besuchen will, auf der Straße unterwegs, als er durch zwei von Abakays Männern niedergestochen wird.

## Produktion und Hintergrund
Der Tatort Kollaps wurde vom 17. Februar 2015 bis zum 17. März 2015 in Köln, Dortmund und Umgebung gedreht. Der Arbeitstitel des Films lautete: Emma.

## Rezeption

### Einschaltquote
Die Erstausstrahlung von Kollaps am 18. Oktober 2015 wurde in Deutschland von 9,69 Millionen Zuschauern gesehen und erreichte einen Marktanteil von 27 % für Das Erste. Das Team aus Dortmund konnte damit seine bisherige Höchstquote von 9,43 Millionen Zuschauern im Fall Schwerelos übertreffen.

### Kritik
„Rote Fäden in diesem Konfliktgefecht sind die Angst vor dem Verlust und Vater-Sohn-Beziehungen. Das zwingt Regisseur Dror Zahavi, viele Erzählstränge neben- und ineinanderlaufen zu lassen. Er teilt sie mit scharfen Schnitten, auf dass die Charaktere neu aufeinander losgehen können. Ihre Fehden sind Wortgefechte, ihr verbaler Schlagabtausch ist so dicht gespickt mit Anwürfen, Retourkutschen, Beleidigungen und erwiderten Schimpfworten, dass die Dialoge, auch wenn sie glänzend gespielt sind, aufgesagt wirken. Dazu trägt die Diktion permanenter Gereiztheit bei, in der Zahavi seine Darsteller sprechen lässt. Jörg Hartmann vermag als Einziger seine Figur mit unterschiedlichen Sprach-Temperaturen auszustatten, das gibt ihr die größte Fallhöhe.“

„So geben wir uns, um ein bisschen Spaß zu haben, in der mittelguten Dortmunder Folge 'Kollaps’ (Regie: Dror Zahavi, Buch: Jürgen Werner) ganz und gar Faber (Jörg Hartmann) und Kollegin Bönisch (Anna Schudt) hin. Diesmal spannend: Während er immer mehr Kontrolle über sich zu gewinnen scheint, gerät jetzt ihr Leben immer mehr aus den Fugen. […] Wie schon zuvor bei Dortmunder ‚Tatorten‘ ist man hin- und hergerissen. Einerseits ist man voll Bewunderung, wie hier nach amerikanischem Vorbild in der Horizontalen erzählt wird, also bereits aus anderen Folgen bekannte Figuren und Story-Elemente weiterentwickelt werden. Andererseits wirkt die Haupthandlung im Vergleich dazu gefährlich unterkomplex: Die aufgebrachten Nordstadt-Nachbarn wirken genauso holzkameradig wie das Geschwisterpaar aus dem Senegal, auf das Jagd gemacht wird. Da reichte das Interesse der Filmemacher offensichtlich nicht ganz aus.“

„‚Verständnis zeigt man nur, solange es einen nicht wirklich etwas angeht‘, sagt ein Mann in diesem aktuellen Tatort, in dem nicht rumgewitzelt wird wie in Münster oder routiniert gegrantelt wie in München oder an der Wurstbude alles in Leichtbier ertränkt wie in Köln. Es geht abwärts, bis zum bitteren Ende. Wem das zu düster vorkommt, der schaue bei Facebook nach oder betrachte die real existierenden sogenannten Bürger mit ihren Hassmasken und selbst gebastelten Galgen. Nicht nur in Dortmund ist nichts mehr in Ordnung.“

Rainer Tittelbach von tittelbach.tv führte aus, dass sich die „Flüchtlingsthematik und ihr sozialer Sprengstoff“ durch den siebten Tatort aus Dortmund ziehen würden. Weiter hieß es: „Autor Jürgen Werner verzichtet auf moralische Entrüstungsarien und politisch einseitige Statements. Ausgerechnet Jörg Hartmanns Faber darf Mensch sein und entwickelt die ‚richtige‘ Haltung zum Fall. Es kollabieren die Beziehungen und das Quartett ist nach wie vor psychophysisch stark!“ Weiter bezog sich Tittelbach auf die horizontale Erzählweise der Dortmunder Tatorte und befand dazu: „Wer dem Plot auf den Grund gehen will, kann dies tun und je besser er die sechs bisherigen Episoden vom ‚Tatort‘ Dortmund mit seiner vorbildlichen Art, horizontales Erzählen moderat zu etablieren, kennt – umso mehr dürfte er finden und umso mehr Vergnügen wird er am überaus Alleingänge-haltigen ‚Tatort‘ Nr. 7 haben, den Zahavi konzentriert, sachlich, aber auch nicht unelegant und angemessen in ‚Tatort‘-Dortmund-liker Schmuddel(wetter)optik inszeniert hat.“
Thomas Röbke von der Programmzeitschrift Hörzu bemerkte zu Faber: „Hauptkommissar Faber wird durch kauzigen Humor von Mal zu Mal komischer und zu einer Art modernem Schimanski: hart, aggressiv, unberechenbar. Eine Paraderolle für Jörg Hartmann, das Stasi-Ekel aus ‚Weissensee‘.“ Röbkes Fazit lautete: „Emotionaler als mit dem Tod eines Kindes kann ein Krimi nicht beginnen. Der Zuschauer ist sofort gefangen, weicht den Ermittlern nicht mehr von der Seite, obwohl die Geschichte düster bleibt. Ein ‚Tatort‘ ist halt kein Ponyhof. Erstaunlich, wie viel in 90 Minuten passt, wenn man es geschickt erzählt.“